# Dignitas personae
Dignitas personae (dal latino: la dignità della persona) è il titolo di un'istruzione della Congregazione per la dottrina della fede, che fornisce direttive dottrinali su alcune controversie etiche relative agli embrioni emerse a partire dal 1987, dopo la pubblicazione della Donum vitae. Il testo è stato siglato da William Levada e Luis Ladaria Ferrer e pubblicato il 20 giugno 2008 con l'approvazione di papa Benedetto XVI. Anche Elio Sgreccia collaborò alla stesura del testo.

## Contenuto
Questo documento di 30 pagine è una dichiarazione vincolante del magistero della Chiesa cattolica, anche se formalmente non ha lo status di enciclica. Fu redatto in collaborazione con la Pontificia accademia per la vita e si basa sulla precedente istruzione Donum vitae (1987) e sull'enciclica Evangelium vitae (1995) di papa Giovanni Paolo II.
Il testo assume una posizione critica nei confronti della riduzione selettiva, della diagnosi prenatale, della diagnosi preimpianto, della fecondazione in vitro, della crioconservazione, del trasferimento di embrioni, di alcune forme di ingegneria genetica e della donazione di embrioni, che sono state criticate come non etiche dagli eticisti antiabortisti perché interrompono la riproduzione delle cellule embrionali.
Il documento non è rivolto solo alle coppie cattoliche, ma anche a farmacisti, medici, etici, teologi, politici e industriali, affinché possano cercare di affrontare insieme questi problemi. Anche altri documenti correlati, come l'Humanae vitae, sono stati scritti per un'ampia varietà di individui e specialisti in materia.
La Dignitas personae ribadisce inoltre l'opposizione della Chiesa alla contraccezione e all'aborto, menzionando nuovi metodi di controllo delle nascite come i preservativi femminili e la pillola del giorno dopo.
I principi alla base del documento sono la dignità di ogni persona umana e il fatto che l'embrione è persona. La prima parte esamina gli aspetti teologici ed etici della vita e della procreazione. La seconda parte dichiara ammissibili le sole tecniche che aiutano l'atto coniugale e la fecondità, e che dunque rispettano il fine unitivo e procreativo del sacramento sponsale. La terza parte condanna la clonazione umana. Sono ritenuti leciti "gli interventi che mirano a rimuovere gli ostacoli che si oppongono alla fertilità naturale"; sulla crioconservazione afferma che la destinazione degli embrioni a scopi di ricerca o terapeutici equivale a paragonarli a "materiale biologico" candidato per la distruzione.
Con l'intenzione positiva di proteggere la dignità umana, si rifiutano alcuni sviluppi della medicina riproduttiva. Tra questi vi sono la creazione di esseri ibridi uomo-animale propagandata in Gran Bretagna e i tentativi di ottenere cellule staminali simili a embrioni attraverso lo scambio nucleare.
L'istruzione si oppone principalmente alla fecondazione in vitro, soprattutto perché implica la produzione di embrioni in eccesso e la loro distruzione.